# Distretto di Burhanpur
Il distretto di Burhanpur è un distretto del Madhya Pradesh, in India, di 634 883 abitanti. È situato nella divisione di Indore e il suo capoluogo è Burhanpur.